# Edifício Dumont-Adams
Edifíco Dumont Adams
O Edifício Dumont-Adams era um prédio localizado na Avenida Paulista, no cruzamento com a Alameda Casa Branca, sentido centro antigo. O prédio, que estava abandonado há muitos anos, foi comprado pelo Museu de Arte de São Paulo com o patrocínio da Vivo em 2005. Desde então o edifício estava no meio de uma polêmica sobre a construção de um anexo para o MASP, que ajudaria o museu a quitar o seu défice orçamentário de quase R$ 1 milhão por ano. O prédio seria remodelado a um edifício de 17 andares com uma torre em cima. Como o projeto foi vetado pelo Departamento do Patrimônio Histórico de São Paulo, pela prefeitura e sofreu várias derrotas na Justiça, apareceu uma nova proposta de construir uma escola de arte, um restaurante e um café no edifício.
Eliminou-se a torre em até 2013, quando a obra foi paralisada por problemas de descumprimento e desrespeito do prazo de finalização, na qual a obra de reconstrução do prédio com orçamento inicial de 15 milhões de reais causou polêmica e críticas por organizações que protestam pela preservação do patrimônio histórico, por descaracterizar e destruir a fachada do edifício por completo.
O edifício pertenceu a família de Plínio de Oliveira Adams até 2005, quando foi comprado pelo MASP e pela empresa Vivo. A empresa de telefonia, em troca da suposta torre de observação e transmissão de dados, somente iria ter seus produtos expostos à venda. Em 2022 a Vivo e MASP se acertaram e devolvendo o equivalente a R$ 13 milhões, uma outra obra iniciou se findando em 2024, em que uma arquitetura moderna preta do Arquiteto Martin Corullon com uma estrutura totalmente diferente no interior e bem mais simples, substituiu tudo isto. A custo de R$ 250 milhões, em 2025 funciona 5 andares de galerias de arte, escola, restauro, restaurante e outros aprendizados se conectando ao MASP por um túnel. A expansão de 14 andares, um monolito preto, finda com este e também quaisquer tentativas da torre Vivo de 125 m de altura de Júlio Neves. É uma estrutura de concreto reforçado que reformulou e substituiu as estruturas erguidas. Revisou totalmente o conceito aplicado no residencial art-decô finalizado em 1958, bem como o período da estrutura abandonada de 17 andares.